# José Iraragorri
José Iraragorri Ealo (Basauri, España, 16 de marzo de 1912-Galdácano, 27 de abril de 1983) fue un futbolista y entrenador español. Jugó como delantero en la liga española, argentina y mexicana. Formó parte de la primera delantera histórica del Athletic Club junto a Lafuente, Bata, Chirri II y Gorostiza.
Es el autor del primer gol de la selección española en un Mundial, en el España 3 - Brasil 1.

## Trayectoria
Apodado como El chato de Galdácano, fue un futbolista que marcó época en los años 1930 y años 1940. Se inició en los juveniles del Athletic Club con 16 años de edad. En 1929 ingresó en el primer equipo del Athletic Club, formando parte de la célebre primera delantera histórica con Lafuente, Bata, Chirri II y Gorostiza, con la que el Athletic quedó campeón de liga sin perder un solo partido en la temporada 1929/30 y, además, ganó la Copa esa misma temporada. En la siguiente temporada volvió a repetir doblete, nuevamente, de la mano de Fred Pentland. En las siguientes cinco temporadas conquistó cuatro títulos nacionales más, dos Ligas y dos Copas.
Con el estallido de la guerra civil española, se enroló en la selección vasca que compitió en Europa y México. En 1939 se marchó, junto a Ángel Zubieta, al equipo argentino de CA San Lorenzo de Almagro. En el equipo argentino sufrió una lesión a los pocos partidos. Posteriormente jugó 7 años en el Real Club España, equipo mexicano en el que coincidió con numerosos españoles exiliados como Blasco, Cilaurren o Lángara.
En 1946 regresó al Athletic Club, pero para finalizar su carrera como futbolista. En las tres temporadas que estuvo en el equipo vasco, sólo jugó con asiduidad en la primera de ellas. Por ello, en 1949, se retiró del fútbol profesional habiendo logrado 179 goles en el Athletic Club en diez temporadas.
Entrenó al Barakaldo Club de Fútbol cuando aún era jugador del Athletic (1947-48). Después, se hizo cargo del Athletic Club entre 1949 y 1952. Con el equipo bilbaíno logró un título de Copa y otro de la Copa Eva Duarte. Dirigió al equipo vasco durante 103 partidos, ganando 54 de ellos.
También tuvo un paso fugaz por los banquillos del Real Valladolid y Celta de Vigo en las siguientes temporadas, ganando la Copa Federación con el primer equipo. En noviembre de 1955 se hizo cargo del Hércules Club de Fútbol tras la destitución de Patricio Caicedo y el interinaje del uruguayo Sergio Rodríguez, con el fin de reconducir la situación del equipo y conseguir la permanencia en Primera división, pero el descenso fue inevitable. Posteriormente entrenó, entre otros, a la Sociedad Deportiva Indautxu, además de ser director deportivo de dicho club.

## Selección nacional
Fue internacional 7 veces, la primera con 19 años en un España 0 - Italia 0, disputado el 19 de abril de 1931, en San Mamés. En su segundo partido, fue el autor del primer gol de la selección española en el Mundial de 1934, en el encuentro de octavos de final España 3 - Brasil 1.
Jugó contra Alemania dos veces, Italia dos veces, Portugal, Austria y Brasil.

## Clubes

### Jugador
| Club                   | País      | Periodo   | Liga PJ (G) |
| ---------------------- | --------- | --------- | ----------- |
| Athletic Club          | España    | 1929-1937 | 113 (81)    |
| San Lorenzo de Almagro | Argentina | 1939-1941 |             |
| Real Club España       | México    | 1941-1946 |             |
| Athletic Club          | España    | 1946-1949 | 27 (7)      |

### Entrenador
| Club            | País   | Periodo   | Liga PJ (G) |
| --------------- | ------ | --------- | ----------- |
| Barakaldo C. F. | España | 1947-1948 |             |
| Athletic Club   | España | 1949-1952 |             |
| Real Valladolid | España | 1952-1953 |             |
| Celta de Vigo   | España | 1953-1954 |             |
| Hércules C. F.  | España | 1955-1956 |             |
| S. D. Indautxu  | España | 1959-1960 |             |
| S. D. Indautxu  | España | 1962-1963 |             |

## Palmarés
Como futbolista
| Título                              | Club             | País   | Año     |
| ----------------------------------- | ---------------- | ------ | ------- |
| Copa del Rey                        | Athletic Club    | España | 1930    |
| Liga Española                       | Athletic Club    | España | 1930    |
| Copa del Presidente de la República | Athletic Club    | España | 1931    |
| Liga Española                       | Athletic Club    | España | 1931    |
| Torneo Presidente de la República   | Athletic Club    | España | 1932    |
| Torneo Presidente de la República   | Athletic Club    | España | 1933    |
| Liga Española                       | Athletic Club    | España | 1934    |
| Liga Española                       | Athletic Club    | España | 1936    |
| Copa México                         | Real Club España | México | 1943-44 |
| Campeón de Campeones                | Real Club España | México | 1944    |
| Primera División de México          | Real Club España | México | 1944-45 |
| Campeón de Campeones                | Real Club España | México | 1945    |

Como entrenador
- Copa del Generalísimo (1950)
- Copa Eva Duarte (1950)
- Copa Real Federación Española de Fútbol (1953)